# Robale (film)
Robale (ang. Slither) jest to amerykańsko-kanadyjski film z gatunku science fiction, horroru i czarnej komedii z 2006 roku.

## Fabuła
Akcja filmu rozgrywa się w spokojnym miasteczku Wheelsy. Pewnego dnia, okazuje się, że coś zagnieździło się pod ziemią. Nikt niczego nie zauważył. Jednak kiedy młoda kobieta nagle znika, szeryf i grupa finansowana przez żonę Granta, odkrywają, że miasto zostało zaatakowane przez tajemniczy organizm, mający tylko za cel zniszczyć życie na ziemi.

## Obsada
- Elizabeth Banks – Starla Grant
- Michael Rooker – Grant Grant
- Gregg Henry – Jack MacReady
- Tania Saulnier – Kylie Strutemyer
- Brenda James – Brenda Gutierrez
- Don Thompson – Wally
- Jennifer Copping – Margaret
- Jenna Fischer – Shelby